# Hubert Beulers
Hubert Beulers, né le 15 janvier 1895 et décédé le 6 février 1983, fut un homme politique belge socialiste.
Beulers fut bourgmestre de Mons-lez-Liège de 1953 à 1970, il est désigné sénateur provincial de 1949 à 1954, élu sénateur direct de 1954 à 1961, à nouveau désigné sénateur provincial jusqu'en 1965.
Il est le père de Jean Beulers qui siégea à Flémalle comme bourgmestre faisant fonction de fin 1987 à 1990 avant d'être bourgmestre en titre après l'assassinat d'André Cools jusqu'en 2000.

## Sources
- Site PS de Flémalle